# Hotel Intourits Palace
El Hotel Intourist Palace es un hotel de lujo en Batumi , Georgia.
El hotel está situado en el centro de Batumi, en el bulevar Ninoshvili, a orillas del mar, en el Mar Negro. Establecido en la década de 1940, el hotel ha sido desde entonces un alojamiento para más de 450,000 viajeros extranjeros, políticos, diplomáticos, hombres de negocios y deportistas. También se han celebrado conferencias internacionales, simposios y foros en el hotel.
El hotel tiene un casino notable, dos restaurantes, una piscina al aire libre, un cajero automático en el vestíbulo, un spa con sauna, baño turco, gimnasio y una amplia gama de masajes.